# Асклепиодор (сын Филона)
Асклепиодор (др.-греч. Ἀσκληπιόδωρος) — македонский сборщик податей в Вавилоне, сатрап Персиды при Антигоне I Одноглазом.

## Биография
В античных источниках происхождение Асклепиодора, сына Филона, не указывается. Как отметил канадский учёный В. Хеккель, он мог быть как македонянином, так и греком. В конце 331 года до н. э. после занятия Вавилона Александр Македонский, согласно Арриану, поставил Асклепиодора во главе службы местного налогового сбора и управления.

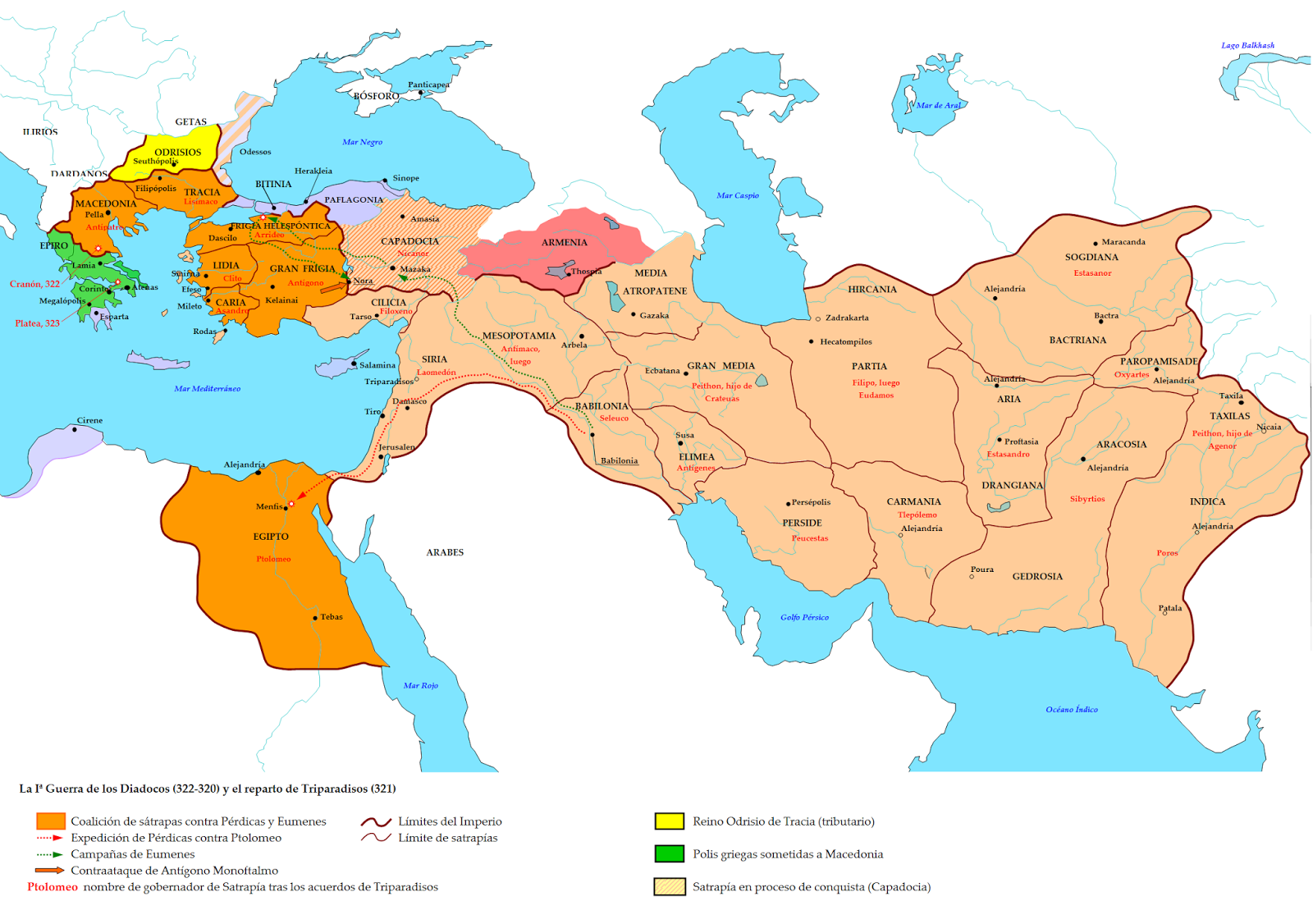
Ориентировочная карта сатрапий Македонской империи. Персиды расположена на восточном побережье Персидского залива и обозначена как «PERSIDE»

В 316/315 году до н. э. Антигон после победы во Второй войне диадохов решил заменить сатрапа Персиды Певкеста, который до этого сражался на стороне его врагов. Согласно Диодору Сицилийскому, рассерженные местные жители отправили к Антигону одного из своих вождей Феспия с заявлением, что они не подчинятся никому кроме Певкеста. Услышав ультиматум Антигон приказал казнить Феспия, после чего назначил сатрапом Асклепиодора и дал ему достаточно количество воинов. По мнению Р. Биллоуза, при назначении правителя важной провинции своих владений, Антигон должен был учитывать предыдущий административный опыт. Из всех Асклепиодоров, которые зафиксированы античными источниками, таковой имелся только у Асклепиодора, казначея Александра. На этом основании историк идентифицировал Асклепиодора-сатрапа и Асклепиодора-казначея как одного человека. Данная гипотеза нашла признание в историографии.
При описании событий 312/311 года до н. э. Диодор Сицилийский сатрапом Персиды называл Эвагора. Возможно, Асклепиодор умер в промежутке между 316/315 и 312/311 годами до н. э., либо был смещён по приказу Антигона.